# とことんやれ大奮戦!
『とことんやれ大奮戦!』（とことんやれだいふんせん）は、1973年10月3日から1974年3月27日まで日本テレビ系列局で放送されていた日本テレビ製作の公開コメディ番組である。全26回。放送時間は毎週水曜 19:30 - 20:00 （日本標準時）。

## 概要
時は（一応）慶応3年（1867年）、幕末の時代、丹波の山奥から京都見物に来た4人の若者が、時あたかも起こった鳥羽・伏見の戦いに巻き込まれていくドタバタコメディ。
かつて朝日放送で『てなもんや三度笠』などの演出を手掛けていた澤田隆治（当時はまだ朝日放送在籍）が演出を担当し、同系列局で放送の『巨泉×前武ゲバゲバ90分!』などをプロデュースした井原高忠が製作を担当するという、東西の演出家たちをスタッフに起用していた番組である。主演には当時の人気アイドルだったフォーリーブスを、助演には東西の喜劇陣やコメディアンを起用していた。

## 出演者
- 公太（とんやれ隊隊員）：北公次（フォーリーブス）
- 孝助（とんやれ隊隊員）青山孝（フォーリーブス）
- 政吉（とんやれ隊隊員）：おりも政夫（フォーリーブス）
- 俊平（とんやれ隊隊員）：江木俊夫（フォーリーブス）
- 二郎作（とんやれ隊隊員）：坂上二郎（コント55号）
- 祇園の舞妓（とんやれ隊隊員）：岡崎友紀
- 河田左久馬（とんやれ隊隊長）：大門正明
- 大鳥圭介（幕府歩兵奉行）：鳳啓助（京唄子・鳳啓助）
- お京（祇園「大口屋」の女将）：京唄子（京唄子・鳳啓助）
- 近藤勇（新選組組長）：由利徹
- 土方歳三（新選組副長）：伊東四朗
- 新選組組士：コント0番地（岩がん太・車だん吉）
- 大鳥圭介の配下：はな寛太・いま寛大
- 益満休之介（薩摩藩士）：関敬六
- 官軍の隊長：玉川良一
- 雷神隊（幕府軍）：トリオ・ザ・パンチ
- 神風隊（幕府軍）：殿さまキングス
- 少年兵：ヤンチャーズ、斎藤こず恵
- 下岡蓮杖（写真師）：小野ヤスシ
- 瓦版屋：あのねのね
- ナレーター：愛川欽也（本編）、福留功男（提供読み上げ。当時：日本テレビアナウンサー）

主なゲスト
- フランキー堺
- 谷啓
- 小松政夫
- 北京一・京二
- 茶川一郎
- 人見明
- 芦屋雁之助
- 芦屋小雁
- 佐山俊二
- 海野かつを
- E・H・エリック
- ミミ（ミミ萩原）
- 桜田淳子
- 山口百恵
- ほか

## スタッフ
- 企画・演出：澤田隆治
- 脚本：山路洋平、岩城未知男
- 音楽：高見弘、河野土洋
- 風俗構成：林美一
- 美術デザイン：奥津徹夫
- 美術進行：高野豊
- 照明：赤司彰三
- 効果：荒木善信
- 特殊効果：宮川保
- 衣装：福田明、西村時典
- かつら：大下保
- 殺陣：的場達雄
- PR：古屋剛
- 写真：川地伸明
- タイトル：スタジオロータス
- 制作協力：東通
- 演出補：草野公、木島隆、河合一光、鹿川幸裕、高田久男、上村達也、大澤俊史
- プロデューサー：仁科俊介、岡崎和彦
- 制作：井原高忠
- 製作：ビデオワーク、日本テレビ

## 参考資料
- 読売新聞縮刷版[どれ?][要ページ番号]